# Ебергард Ціммерманн
Ебергард Ціммерманн (нім. Eberhard Zimmermann; 27 жовтня 1916, Данциг — 5 липня 1981) — німецький офіцер-підводник, капітан-лейтенант крігсмаріне.

## Біографія
9 жовтня 1937 року вступив на флот. З листопада 1939 по жовтень 1940 року служив на есмінці «Карл Гальстер», після чого перейшов у підводний флот. Після завершення навчання в червні 1941 року був призначений 2-м вахтовим офіцером на підводному човні U-130, на якому взяв участь в трьох походах (разом 152 дні в морі), під час яких були потоплені 10 кораблів загальною водотоннажністю майже 60 000 тонн і пошкоджений й корабель водотоннажністю приблизно 7000 тонн. В червні-липні 1942 року пройшов курс командира човна. З 25 серпня 1942 по 25 травня 1943 року — командир U-351, з 30 червня 1943 по 8 лютого 1945 року — U-548, на якому здійснив 1 похід (21 березня — 24 червня 1944). 7 травня 1944 року потопив канадський фрегат HMCS Valleyfield (K329) водотоннажністю 1445 тонн; 125 зі 163 членів екіпажу загинули. Після війни був взятий в полон союзниками. В грудні 1947 року звільнений.

## Звання
- Кандидат в офіцери (9 жовтня 1937)
- Морський кадет (28 червня 1938)
- Фенріх-цур-зее (1 квітня 1939)
- Оберфенріх-цур-зее (1 березня 1940)
- Лейтенант-цур-зее (1 травня 1940)
- Оберлейтенант-цур-зее (1 квітня 1942)
- Капітан-лейтенант (1 січня 1945)